# 阿曇犬養氏
阿曇犬養氏（あずみのいぬかいうじ）は、「阿曇犬養」を氏の名とする氏族。姓は連。海犬養氏と同族とされる。
犬養部は犬を飼育して宮城門、大和朝廷の直轄領である屯倉・大蔵・内蔵などの守衛に当たった品部であり、阿曇犬養は、県犬養、稚犬養、海犬養、辛犬養連、阿多御手犬養とともにこれを統率した伴造6氏族の一つである。

## 概要
『新撰姓氏録』「摂津国神別によると、「海神大和多羅命三世孫穂己都久（ほこつく）命之後也」と伝えられている地祇の神別氏族で、 摂津国西成郡には阿曇氏の畿内における本拠地と推定される阿曇江（大阪市南区安堂寺町）が存在する。阿曇連氏のうち、犬養部の伴造となった氏族とみられている。
阿曇連氏の発祥地は綿津見三神を祭る志賀海神社のある筑前国糟屋郡志珂郷（福岡市東区志賀島）から阿曇郷（福岡県糟屋郡新宮町）にかけての一帯であり、阿曇犬養氏も、6世紀前半に設置された糟屋屯倉や那津官家の守衛の任務に当たった氏族と思われる。昭和59年（1984年）に発掘された那津官家の遺跡と推定される福岡市博多区博多駅南の比恵遺跡周辺には、「三宅田」・「官田」・「犬飼」の地名が見られ、このことを立証している。阿曇氏の中央政界進出にともない、海犬養氏とともに畿内に移住したものと思われる。
信濃国安曇郡（長野県安曇野市・大町市および北安曇郡）には阿曇犬養連氏とその同族である辛犬養連氏が居住しており、これに関連して「犬養」という地名がある。また、同地で阿曇氏の祖を祭る穂高神社も存在する。
海犬養氏とは異なり、天武天皇13年（684年）に制定された「八色の姓」では新しい姓を授与されていない。また、史料に現れる氏人の名前も見当たらない。